# Basella (género)
Basella es un género de plantas de la familia Basellaceae. Contiene 25 especies

## Descripción
Tienen tallos puberulentos cuando jóvenes. Hojas subsésiles a pecioladas, ovadas a anchamente ovadas, los márgenes enteros. Inflorescencias en espigas, axilares o terminales; bractéolas triangulares. Flores bisexuales, carnosas, sésiles, apenas abiertas en la antesis; sépalos elíptico-ovados, libres, sin una carina inflada; pétalos elípticos a ovados, fusionados por 1-2 mm en un tubo corto; estambres erectos, los filamentos fusionados a los pétalos y connatos en un tubo estaminal corto, angostándose en el ápice, las anteras ovales; ovario globoso; estilos libres, con una superficie estigmática en la mitad distal. Fruto con un perianto carnoso, persistente.

## Taxonomía
El género fue descrito por Carlos Linneo y publicado en Species Plantarum1: 272. 1753.

## Especies
- Basella alba sin. B. rubra
- Basella excavata Scott-Elliot
- Basella leandriana H.Perrier
- Basella madagascariensis Boivin ex. H.Perrier de la Bathie
- Basella paniculata Volkens